# Bholahat
Bholahat är ett underdistrikt i Bangladesh. Det ligger i den nordvästra delen av landet, 260 kilometer nordväst om huvudstaden Dhaka.
Trakten runt Bholahat består till största delen av jordbruksmark. Runt Bholahat är det tätbefolkat, med 849 invånare per kvadratkilometer.